# Хлебников, Владимир Николаевич
Владимир Николаевич Хлебников (25 июля 1836 — 9 января 1915) — военачальник русской императорской армии, генерал от артиллерии, начальник артиллерии Московского военного округа, почётный опекун.

## Биография
Родился в дворянской семье. Окончил Московский дворянский институт и 1-й Московский кадетский корпус. 17 июня 1854 в чине прапорщика вступил в службу в 16-ю легкую конно-артиллерийскую батарею.
С апреля 1861 года подпоручик.
С апреля 1862 года поручик. В 1865—1868 гг. назначен адъютантом конно-артиллерийской гвардии.
С апреля 1867 года штабс-капитан.
В 1867 году произведён в капитаны. 4 июля 1872 года назначен командиром 1-й батареи гвардейской конно-артиллерийской бригады.
С 30 августа 1872 года полковник. 26 ноября 1872 года со штабс-капитаном Э. К. Квитницким, которого Хлебников и несколько прочих офицеров хотели выжить из бригады, произошёл конфликт: Квитницкий ранил Хлебникова саблей. Из-за этого конфликта Хлебникова 19 марта 1873 года уволили со службы, но 7 декабря 1874 года приняли обратно. А в конце 1877 года зачислили в 15-й Тверской драгунский полк.
Хлебников участвует в русско-турецкой войне 1877—1878 годов.
В 1884 году произведён в генерал-майоры. С декабря 1885 по октябрь 1893 года командир 3-й резервной артиллерийской бригады. Затем становится начальником артиллерии 6-го армейского корпуса, в чине генерал-лейтенанта начальником артиллерии Московского ВО. С 1901 года и до конца жизни почётный опекун Петербургского (с 1914 года — Петроградского) присутствия Опекунского Совета учреждений Императрицы Марии. 29 января 1906 года произведён в генералы от артиллерии. 
От брака с Евдокией Сергеевной Комовской (27.03.1847—26.01.1940), внучкой графа Е. Ф. Комаровского, имел двух сыновей, Николая (14.04.1880) и Сергея (1882—1957, дед журналиста Пола Хлебникова), и троих дочерей, Софью (1871—1957; вторая жена полковника А. С. Гендрикова), Юлию (24.07.1873) и Александру (замужем (с 29.04.1898) за С. К. Гартингом, владельцем Дукора).

## Воинские звания
- В службу вступил (17.06.1854)[1]
- Прапорщик (17.06.1854)
- Подпоручик (23.04.1861)
- Поручик (17.04.1862)
- Штабс-капитан (16.04.1867)
- Капитан (31.03.1868)
- Подполковник (30.08.1872)
- Полковник (06.08.1892)
- Генерал-майор (02.07.1885)
- Генерал-лейтенант (14.11.1894)
- Генерал от артиллерии (29.01.1906)

## Награды
- Орден Святого Станислава 3-й ст. (1864)[2]:
- Орден Святой Анны 3-й ст. (1866)
- Орден Святого Станислава 2-й ст. (1868)
- Императорская корона к Ордену Святого Станислава 2-й ст. (1870)
- Орден Святой Анны 2-й ст. (1872)
- Золотая сабля «За храбрость» (ВП 28.03.1878)
- Орден Святого Владимира 4-й ст. с мечами и бантом (1880)
- Орден Святого Владимира 3-й ст. (1883)
- Орден Святого Станислава 1-й ст. (1888)
- Орден Святой Анны 1-й ст. (1891)
- Орден Святого Владимира 2-й ст. (1902)
- Знак отличия за 40 лет беспорочной службы (1903)
- Орден Белого Орла (1905)
- Орден Святого Александра Невского (18.04.1910)